# Neu-Seeland
Neu-Seeland település Németországban, azon belül Brandenburgban. Lakosainak száma 581 fő (2023. december 31.). Neu-Seeland Elsterheide, Altdöbern és Großräschen községekkel határos.

## Népesség
A település népességének változása:
| Lakosok száma | 614  | 592  | 600  | 571  | 586  | 581  |
|               | 2014 | 2017 | 2019 | 2021 | 2022 | 2023 |